# Метана (вулкан)
Метана (греч. Μέθανα) — вулкан в Греции. Вершина венчается 2 куполами. Первый купол курится до сих пор. Между ними 4 незаросших лавовых потока. На одном из них находится фумарольное поле, в котором происходит выделение газов. Потенциальная активность продолжается с 258 года до н. э.